# چشمه مرتضی
چشمه مرتضی یک روستا در ایران است که در دهستان باقران واقع شده‌است.